# Ambassis macleayi
Ambassis macleayi е вид лъчеперка от семейство Ambassidae. Видът е незастрашен от изчезване.

## Разпространение
Разпространен е в Австралия (Западна Австралия, Куинсланд и Северна територия) и Папуа Нова Гвинея.

## Описание
На дължина достигат до 9 cm.
Популацията на вида е стабилна.